# فيرونيكا ويب
فيرونيكا ويب (بالإنجليزية: Veronica Webb)‏ (ولدت في 25 فبراير 1965) عارضة أزياء وممثلة وكاتبة وشخصية تلفزيونية أمريكية، ولدت في ديترويت، ميشيغان، كانت فيرونيكا أول امرأة أمريكية أفريقية توقّع عقداً مع ماركة تجميلية مستحضرات التجميل على نطاق واسع عام 1992. وكانت تلك الشركة هي «ريفلون». ظهرت على غلافات مجلات فوغ وEssence وElle، وأيضاً على منصات عروض أزياء فيكتوريا سيكريت وشانيل.ابرز افلامها حمى الغابة عام 1991 فليم مالكوم إكس فليم الرجل المقدس فيلم شخص مثلك عام 2001 تزوجت فيرونيكا جورج ويب عام 2002 وأنجبت ابنتيها ليلى روز ومولي بلو، إلا أنهما تطلقا عام 2009. ونشرت عام 1998 كتابها الأول بعنوان «نظرة فيرونيكا ويب: مغامرة في المدينة الكبيرة».

## روابط خارجية
- فيرونيكا ويب على موقع IMDb (الإنجليزية)
- فيرونيكا ويب على موقع ألو سيني (الفرنسية)
- فيرونيكا ويب على موقع ميوزك برينز (الإنجليزية)
- فيرونيكا ويب على موقع أول موفي (الإنجليزية)
- فيرونيكا ويب على موقع قاعدة بيانات الأفلام السويدية (السويدية)
- فيرونيكا ويب على موقع إن إن دي بي (الإنجليزية)
- فيرونيكا ويب على موقع ديسكوغز (الإنجليزية)
- فيرونيكا ويب على موقع قاعدة بيانات الفيلم (الإنجليزية)
- فيرونيكا ويب على موقع كينوبويسك (الروسية)
- فيرونيكا ويب على موقع دليل عارضات الأزياء (الإنجليزية)

- Veronica Webb Yahoo Group
- Veronica Webb's Bio at Bravotv.com